# IC 2944
IC 2944，也称为走雞星雲（Running Chicken Nebula）或半人马座λ星云，是在半人马座λ星附近的一个由疏散星团与发射星云组成星云。他的特征是拥有包克球，并且是恒星形成的活跃区域。
哈伯太空望远镜的IC 2944影像中，在右上方的包克球是南非天文学家安德魯·大卫·撒克里在1950年发现的，因此这个球也称为撒克里球。

## 外部链接

MPG/ESO望遠鏡拍攝的IC 2944